# Thomas Mann Randolph
Thomas Mann Randolph, Jr., född 1 oktober 1768 i Goochland County, Virginia, död 20 juni 1828 nära Charlottesville, Virginia, var en amerikansk politiker (demokrat-republikan). Han var ledamot av USA:s representanthus 1803–1807 och Virginias guvernör 1819–1822.
Randolph inledde sina studier vid The College of William & Mary i Virginia. Efter ytterligare studier vid Edinburghs universitet återvände Randolph till USA och gifte sig med en släkting, Thomas Jeffersons dotter Martha Jefferson. Randolph tillträdde 1803 som kongressledamot och avgick 1807 i samband med att valkretsindelningen i tjugo kongressdistrikt togs i bruk för Virginias del. Randolph efterträdde 1819 James Patton Preston som guvernör och efterträddes 1822 av James Pleasants.
Randolph avled 1828 och gravsattes på begravningsplatsen invid Jeffersons gods Monticello. Svärfadern Jefferson hade avlidit två år tidigare. Randolph som hade drabbats av mentala sammanbrott och konkurser hade haft ett svårt förhållande till svärfadern. Efter Randolphs död var änkan Martha medellös efter att ha ärvt enbart skulder både efter fadern Jefferson och maken Randolph. Thomas Mann Randolph och hustrun Martha hade bott isär en längre tid. Till exempel flyttade inte Martha med till Richmond under tiden då Randolph var guvernör. De hade återförenats en kort tid före Randolphs död.